# 터프 터프
터프 터프(Tough Turf)는 1989년에 세가와 선 소프트에서 합작하여 제작하고 발매한 아케이드 게임이다. 더블 드래곤을 거의 베끼다시피 만들었으며 베이루트라는, 자사가 개발한 다른 게임에서 등장인물들의 비명소리를 그대로 더빙해 갖다 붙이기도 했다. 마지막 보스로 등장하는 여자가 그 나머지 모든 적을 합친 것보다 더 난이도가 높아 마지막 스테이지까지 가는 것은 쉬워도 마지막 스테이지를 깨는 사람이 드물었다. 적들은 보스급은 주먹 7대, 졸개는 주먹 5대, 최하위 졸개는 4대를 때리면 쓰러뜨릴 수 있었다. 게임의 플레이 방식은 길에 떨어지거나 적으로부터 탈취한 쇠파이프 또는 몽둥이를 이용하여 적을 쓰러뜨린다. 쇠파이프나 몽둥이의 위력은 주먹의 2배에 해당된다.

## 스테이지
- 스테이지 1 - 공장 뒷편

- 스테이지 2 - 창고

- 스테이지 3 - 하수도

- 스테이지 4 - 용광로로 가는 통로

- 스테이지 5 - 용광로

- 스테이지 6 - 거실

- 스테이지 7 - 집무실

- 스테이지 8 - 건물 옥상

막판보스 여자 한 명과의 대결이지만 무기를 사용할 수 없으며 여자는 무술의 고수이다.